# 최필립 (공무원)
최필립(崔弼立, 1928년 8월 6일 ~ 2013년 9월 18일)은 대한민국의 전 공무원이다. 전 정수장학회 이사장이다.

## 경력
- 2005년 ~ 2013년 2월 정수장학회 이사장
- 1996년 ~ 2002년 2002월드컵조직위원회 위원
- 1994년 ~ 2002년 2002월드컵유치위원회 집행위원
- 1993년  국토건설종합계획심의회 위원
- 1993년 ~ 대현농수산 회장
- 1990년 ~ 1993년 리비아 대사관 대사
- 1989년 주스웨덴 대사관 대사
- 1986년 주뉴질랜드 대사관 대사
- 1981년  주아랍에미레이트 대사관 대사
- 1980년  주바레인 대사관 대사
- 1979년  대통령비서실 공보비서관
- 1978년 주쿠웨이트 통상대표부 대사
- 1975년  대통령비서실 섭외비서관
- 1974년  대통령비서실 의전비서관
- 1973년  기획관리실 감사관
- 1971년 ~	남북적십자회담 사무국 파견
- 1970년 ~	주서독 대사관 참사관
- 1968년 ~ 주스위스 대사관 참사관
- 1967년 ~ 의전과장
- 1963년 ~	주샌프란시스코 총영사관 영사
- 1961년 ~	외교통상부 공무관
- 1960년 외교통상부
- 연세대학교 졸업
- 평양고보 졸업

## 가족 관계
- 조부 : 최경흠
- 아버지 : 최능진

이승만의 정적으로 독립운동가, 통일운동가, 대한민국의 경찰
- 어머니 : 이풍옥
- 형제 : 최필립(장남), 최봉립, 최만립, 최화선, 최자립
- 아들 : 최우석 (조선일보 기자)